# スィルヴィア・ライケンス
スィルヴィア・メアリー・ライケンス（Sylvia Marie Likens, 1949年1月3日 – 1965年10月26日）は、アメリカ人の少女。彼女の両親が世話を依頼したガートルード・バニシェフスキー(Gertrude Baniszewski)とその子供たちから、虐待の責め苦を受けて殺された。ガートルードは、世話と養育の義務を放棄してスィルヴィアを虐待し、最終的に死に至らしめた。スィルヴィアはこの者たちから蔑ろにされ、侮蔑され、性的な辱めを受け、殴打され、飢えさせられ、痛め付けられ、火傷を多数負い、栄養失調および脱水症状に陥った。スィルヴィアに対する虐待は三ヵ月間に亘って続いた。1965年10月26日、スィルヴィア・ライケンスの遺体を警察官が発見した。死後に行われた病理解剖で判明したのは、スィルヴィアの全身は150もの傷で覆われており、その中には打撲の痕、火傷の痕、熱湯をかけられた痕も含まれ、皮膚は糜爛が発生し、ただれていた。スィルヴィアと一緒にガートルードの家に同居していた妹のジェニー・ライケンスは、ガートルードから脅迫され、姉に対する虐待に参加させられたこともあった。剖検の結果、スィルヴィアの死は、脳の腫れ、脳内出血、硬膜下血腫、広範囲に亘る皮膚の損傷に伴う末梢循環不全に加え、重度の栄養失調を併発したことによる「殺人」と断定された。
ガートルード・バニシェフスキー、長女のポーラ・バニシェフスキー、長男のジョン・バニシェフスキー、隣人のコイ・ハバード(Coy Hubbard)とリチャード・ホッブス(Richard Hobbs)は、スィルヴィア・ライケンスに対する虐待と殺人の罪で裁判にかけられ、1966年5月に有罪判決を受けた。この裁判の検察官、リローイ・ニュー(Leroy New)は、この事件を「これまでインディアナ州で起こった事件の中で、最も極悪非道なもの」と表現した。ガートルード・バニシェフスキーの弁護人を務めたウィリアム・C・アーベッカー(William C. Erbecker)は、スィルヴィア・ライケンスが受けた虐待について、「犬に対してもしないであろう、目に余る所業」と表現した。八時間に亘る審議を経て、陪審員はガートルード・バニシェフスキーに対し、「第一級殺人」(The First Degree Murder)で「有罪」との評決を下した。ガートルードは終身刑を宣告されたが、1985年に仮釈放となった。長女のポーラは「第二級殺人」(The Second Degree Murder)で有罪となり、1972年に釈放となった。コイ・ハバードとリチャード・ホッブスの両名は、インディアナ矯正施設(The Indiana Reformatory)で過ごしたのち、1968年2月27日に仮釈放が認められた。
ジョン・バニシェフスキーとコイ・ハバードの弁護人を務めたフォレスト・ボウマン・ジュニア(Forrest Bowman Jr.)は、「異常な事件だ。これに比肩するものを、私は知らない」と語った。
インディアナ警察署の捜査官は、35年間の勤務の中で、「これまで見てきた中で、最も惨たらしい事件だ」と述べた。

## 事件の背景

### ガートルード・バニシェフスキー
ガートルード・バニシェフスキー(Gertrude Baniszewski)は、1928年9月19日、インディアナ州インディアナポリスにて、父ユー・マーカス・ファン・フォッサン(Hugh Marcus Van Fossan)と、母モリー・マートル・オークリー(Molly Myrtle Oakley)の娘として生まれた。父・マーカスは1899年3月22日、イリノイ州に生まれ、オランダ人の血統である。母・モリーは1896年10月13日、イリノイ州に生まれた。二人は1915年に結婚した。ガートルードは八人兄弟の五番目の子供として生まれ、生誕時の名前は「ガートルード・ナディーヌ・ファン・フォッサン」(Gertrude Nadine Van Fossan)。
1939年10月5日、ガートルードは、父親が心臓発作で死ぬ場面を目撃した。16歳のとき、ガートルードは高校を中退し、18歳の警察官、ジョン・ステファン・バニシェフスキー(John Stephan Baniszewski, 1926 - 2007)と結婚した。ジョンはペンスィルヴェニア州ヤングスヴィルの出身で、ポーランド人の血統であった。ジョンとガートルードは四人の子供を儲けたが、ジョンは激昂しやすい性格で、ガートルードを殴ることもあった。二人は十年後に離婚した。その後、ガートルードはエドワード・ガスリイ(Edward Guthrie)という男性と再婚するが、この結婚は三ヵ月しか続かなかった。それからまもなく、ガートルードはジョン・ステファン・バニシェフスキーと再婚し、二人の子供を儲けるも、1963年にジョンとの二度目の離婚を迎えた。三度の離婚を経て、ガートルードは、デニス・リー・ライト(Dennis Lee Wright)という20歳の溶接士と交際し始めたが、デニスもまた、ガートルードに暴力を振るう人物であった。デニスとの間に子供が一人生まれ、ガートルードは父親と同じ名前である「デニス」と名付けたが、子供が生まれた直後の1964年5月、夫はガートルードを捨てて去っていった。ガートルードはデニスに対し、子供に対する金銭面での支援および父親としての責任を果たすよう求めて訴訟を起こしたが、デニスは子供の世話をしようとはしなかった。1965年の時点でガートルードは七人の子供を連れていた。17歳のポーラ、15歳のステファニー、12歳のジョン、11歳のメアリー、10歳のシャーリー、八歳のジェイムス、一歳のデニス・リー・ライトである。ガートルードの体格は、身長約168cmに対し、体重は約45kgで、13回妊娠し、七回の出産と六回の流産を経験しており、「身体がやつれた、低体重の喘息患者」であり、恋愛や結婚に何度も失敗し、最近の流産による精神的緊張が原因でもたらされた鬱病に苦しんでいる」と説明された。また、癇癪を起こしやすい人物でもあった。最初の夫であるジョン・バニシェフスキーは、別れた妻とその子供に対する養育費を支払ってはいたが、滞納することも多かった。ジョンは警察用のベルトを残していった。ガートルードは、子供たちを養うために金銭面で困窮していた。ガートルードは、隣人や知人の家で裁縫や清掃といった雑用仕事をこなしてお金を稼いだこともあった。ガートルード一家は、インディアナポリス東ニューヨーク通り3850番地に住んでおり、月々の家賃は55ドルであった。ガートルードは、末っ子が私生児であることを知られたくなかったため、自分自身を「ライト夫人」(Mrs. Wright)と呼び、周囲からもそのように呼ばれていた。

### スィルヴィア・ライケンス
スィルヴィア・メアリー・ライケンス(Sylvia Marie Likens)は、1949年1月3日、レスター・C・ライケンス(Lester C. Likens, 1926 - 2013)と、エリザベス・"ベティ"・フランセス(Elizabeth "Betty" Frances, 1927 - 1998)の間にて、2歳年上のダニエルとダイアナ、1歳年下のベニーとジェニファー、二組の二卵性双生児の間に生まれ、五人兄弟の三番目の子供であった。妹の一人であるジェニファー・フェイ・ライケンス(Jennifer Faye Likens)は左足に急性灰白髄炎(Poliomyelitis)の症状があり、生後四カ月でこの状態になった。ジェニーは足を引きずって歩いており、鋼鉄製の副木を装着していた。レスターとエリザベスの結婚生活は不安定なものであった。夏の間、夫婦はインディアナ周辺を巡業する移動遊園地(Traveling Carnival)の従業員として働き、砂糖菓子、ビール、炭酸飲料の売店に立っていた。仕事場は立て続けに移動し、一家は金銭面で深刻な状況に陥っていた。夫婦の子供たちは両親の仕事を手伝っていたが、スィルヴィアとジェニーの二人については、安全面と育成を考慮し、遊園地での仕事には関わらせなかった。レスターとエリザベスの長女であるダイアナ・メイ・ライケンス(Dianna May Likens)は、家族とは疎遠の身であり、妹たちには近付かないよう言い付けられていた。スィルヴィアとジェニーの二人は、親戚や祖母の家で過ごすことが多くなった。彼ら兄弟姉妹たちは、1949年から1965年にかけて、19もの家で暮らしていた。スィルヴィアは、子守、御遣い、友人や隣人のためのアイロンがけといった雑用仕事をこなし、それによって得た収入の一部を母親に渡していた。スィルヴィアは心優しく、自信と活力に満ちた少女であり、髪の毛は肩の下まで長く伸びた波打つ茶髪であり、友人からは「クッキー」(Cookie)との愛称で呼ばれていた。作家のデニース・ノエ(Denise Noe)は、「ライケンス一家は常に貧しく、結婚生活にも問題があった。レスターとエリザベスは、離婚と復縁を何度か繰り返していた。双子の子供が二組おり、ジェニーは足に障害を抱えており、特別な世話が必要であった事情を考慮すると、スィルヴィアは『自分は両親から蔑ろにされている』と感じていたかもしれない」と書いた。スィルヴィアは溌溂な少女であったが、幼少期、兄弟の一人とふざけて騒がしくじゃれ合っていたときに前歯が折れた。それ以来、彼女は笑顔を見せる際には口を固く閉ざすようになった。スィルヴィアは「ビートルズ」(The Beatles)の楽曲を好んで聴いており、お気に入りの歌詞は「all the stars in the sky」であったという。また、スィルヴィアは気弱で不安な性格の妹・ジェニーを気遣っていた。二人が地元にあるスケート場を訪れた際、スィルヴィアはジェニーが滑られるよう手を取って補助し、ジェニーは麻痺が起こっていない脚で滑るのに成功した。

## 1965年7月
1965年6月、スィルヴィアとジェニーの二人は、両親とともにインディアナポリスに住んでいた。7月3日、母・エリザベスが窃盗で逮捕され、拘留された。父・レスターは、スィルヴィアとジェニーの二人を、ガートルード・バニシェフスキーの元に預けることにした。ガートルードの長女・ポーラと次女・ステファニーは、アーセナル工業専門学校(Arsenal Technical High School)にて、スィルヴィアとジェニーの二人と知り合った。レスターはガートルード一家に、週につき20ドルを支払う契約を交わし、ガートルードは、レスターが戻ってくるまで、スィルヴィアとジェニーの二人を、自分の子供のように世話する、と約束した。『インディアナポリス・スター』(The Indianapolis Star)紙が伝えるところによれば、レスターは「娘たちにはある程度のしつけが必要だ」と考え、ガートルードに対してそうするよう勧めたという。独立記念日である7月4日を迎えたのち、スィルヴィアとジェニーの二人は、ガートルード一家が住んでいる東ニューヨーク通り3850番地に移った。移動遊園地がアメリカの東海岸を巡業することになり、釈放されたエリザベスは夫とともに季節労働の巡業の旅に加わった。エリザベスは、夫がスィルヴィアとジェニーの二人をガートルードの元に預け、1965年11月に二人を迎えに行くまで、ガートルード一家に対し、週につき20ドルを支払う契約を交わした話を了解した。ガートルードの屋敷は、犬が住めるような環境ですらなかった。二階では、スィルヴィアとジェニーの分はおろか、ガートルードの子供たちに必要な数のベッドも足りなかった。食料は少なく、食器も調理器具もほとんど無かった。レスターは前金として20ドルをガートルードに渡し、「娘たちには決然と接して欲しい」と伝え、スィルヴィアとジェニーの二人をガートルードに託した。のちの裁判に出席し、証言台に立った父・レスターは、「詮索したくなかったのです」と証言した。レスターのこの証言について、デニース・ノエは、「自分の子供たちが暮らすことになる家について調べようともしない、という奇妙な表現だ」と書いた。
ガートルードの家に住み始めたスィルヴィアとジェニーの二人は、最初の数週間は罰も虐待も受けていなかった。スィルヴィアはガートルードの次女・ステファニーに向けて、当時人気のあった曲をレコードに合わせて歌い、それに対してステファニーは好意で応えたという。スィルヴィアとジェニーの二人は進んで家事を手伝った。スィルヴィアとジェニーは、ガートルードの子供たちとともに教会での日曜学校(Sunday School)にも出席し、教会の牧師はスィルヴィアの敬虔さを何度も称揚していた。

## 虐待開始
ガートルード・バニシェフスキーにスィルヴィアとジェニーの二人の世話を依頼し、それと引き換えに、週につき20ドルを支払う契約を交わしたレスター・ライケンスであったが、二週間後、お金は支払期限に遅れて届くようになった。支払いが遅れると、ガートルードはスィルヴィアとジェニーにお尻を露出させ、厚さ6.4㎜の箆や様々な器具を使って叩き、お金の支払いが遅れた事実を告げて苛立ちを発散させた。ガートルードは二人に対し、けたたましい声で以下のように言い放った。
「Well, I took care of you two little bitches for a week for nothing!」（「いやはやまったく、私はね、この一週間、お前たちクソガキ二人の面倒をタダで見てやったんだよ！」）
お金はこの翌日に届いた。
8月の中旬までに、ガートルードは虐待の標的をスィルヴィア一人のみに集中させるようになった。虐待を始める最大の動機となったのは、スィルヴィアの若さ、容姿、スィルヴィアの普段の振る舞い、スィルヴィアの秘めたる能力に対する、ガートルードの嫉妬の情、と見られている。のちに開かれた裁判での証言によれば、スィルヴィアに対する虐待は、スィルヴィアとジェニーがアーセナル工業専門学校からガートルードの自宅に戻ってから、週末に行われたという。ガートルードは、スィルヴィアを殴打し、飢えさせ、ゴミ箱の中に入っている残飯や腐った食べ物を食べさせた。あるとき、ガートルードは「砂糖菓子を盗んだ」としてスィルヴィアを非難したが、そのような事実は無い。デニース・ノエは、「ガートルード・バニシェフスキーは、このような非難を浴びせることで、自分自身が恐れていたことを外部に投影しようとしたのだろう」と書いた。8月下旬、ガートルード一家が教会の日曜学校に出席し、その日の晩餐会にて、ポーラがスィルヴィアとジェニーの二人に対して「食べ過ぎだ」と非難した。二人は前述の箆で尻を15回叩かれた。8月下旬のある日、スィルヴィアは、一家でカリフォルニア州ロング・ビーチ(Long Beach, California)に住んでいた1965年の春に、男の子と出会った話を聞かせた。ガートルードはスィルヴィアに対し、「男の子と、『何か』したことはあるかい？」と尋ねた。スィルヴィアはこの質問の意味が解らないまま、「そうかもしれない」と返答し、その男の子と一緒に氷滑りに出かけたり、海辺の公園に一緒に行ったことがある、と語った。ジェニーやステファニーとの会話を続けながら、スィルヴィアは「男の子と一緒に布団の中に入ったことがある」と発言した。これを聞いたガートルードが「スィルヴィア、どうしてそんなことをしたんだい？」と尋ねると、スィルヴィアは「分からないわ」と返答して肩をすくめた。数日後、ガートルードはスィルヴィアとの会話の際にこの時の話題を振り、「スィルヴィア。あなたのお腹、膨らんでいるわね。妊婦に見えるわよ」と言った。スィルヴィアは、ガートルードのこの言葉を「冗談」と解釈したと思われ、「ええ、確かにそうね。食事療法に励まなくちゃ」と答えた。ガートルードは家にいた娘たちに対し、「女はね、男の子と『あること』をすると、子供ができるんだよ」と告げたのち、スィルヴィアの性器に蹴りを入れた。ガートルードの長女・ポーラは妊娠三ヵ月であった。スィルヴィアの容姿を妬ましく思っていたポーラは、スィルヴィアに対する虐待に参加した。ポーラは椅子に座っていたスィルヴィアを台所に叩き落とし、「あんたには椅子に座る資格なんて無いわ！」と言い放った。
あるとき、夕食の場で、ガートルード、ポーラ、近所に住んでいたランディ・ゴードン・レッパー(Randy Gordon Lepper)という名の少年の三人で、マスタード、ケチャップ、香辛料を大量に詰め込んだホット・ドッグをスィルヴィアに無理やり食べさせた。スィルヴィアがこれに耐えきれず二度嘔吐すると、その吐き戻したものを食べるよう命令された。自分が受けた虐待に対する報復行為として、スィルヴィアはアーセナル工業専門学校にて、「ステファニーとポーラは娼婦である」という流言飛語を広めた、と伝えられたが、のちに開かれた裁判の場で、妹・ジェニーは、姉はそのような噂を広めたことは無い、と証言し、これは姉を陥れるために広められた冤罪である、と主張した。ステファニーは、学校で、ある男の子からナンパ紛いで声をかけられ、その男の子から、スィルヴィアが「ポーラとステファニーは娼婦だ、とする噂を広めた」と聞かされた。帰宅したステファニーはスィルヴィアにそのことを尋ねると、スィルヴィアはその噂を広めた趣旨を認めた。ステファニーはスィルヴィアを引っ叩いたが、スィルヴィアが涙を流しながらステファニーに謝罪し、それに対してステファニーも落涙した。ステファニーの恋人で15歳のコイ・ランドルフ・ハバード(Coy Randolph Hubbard)は、スィルヴィアに容赦の無い攻撃を浴びせた。彼女を平手打ちし、頭を壁に叩き付け、床に向かって仰向けの姿勢で倒した。これを知ったガートルードは、箆でスィルヴィアを殴った。またあるとき、ポーラはスィルヴィアの歯と両眼を集中的に殴り、自分の手首が折れるほどの強い力で、スィルヴィアの顔を殴り付けた。のちにポーラは、手首にはめたギプスでスィルヴィアを引っ叩いた。ガートルードは、「スィルヴィアは乱交と売春に関与している」と主張してスィルヴィアを非難し、売春行為や女という生き物の婬奔な性質について怒鳴り散らした。のちにガートルードは、スィルヴィアの妹・ジェニーに対し、姉を引っ叩くよう強要するようになり、ジェニーがそれを拒否しようものなら、ジェニーを殴った。のちの証言で、ジェニーは、姉があまり痛みを感じることが無いよう、利き腕の右手ではなく、左手で殴ったという。コイ・ハバードは、自身の級友と一緒にガートルードの家を訪れ、ガートルードやガートルードの子供たちとも共同してスィルヴィアを痛め付けた。近所の子供たちもスィルヴィアに対する虐待に加わったが、これはガートルードからの働きかけによるものであった。コイ・ハバードは、スィルヴィアの身体を柔道の練習台代わりに使って痛め付け、彼女の皮膚にタバコの火を押し付け、スィルヴィアの性器に重傷を負わせた。スィルヴィアの身体にできたタバコによる火傷の痕は、100箇所以上に及んだ。
あるとき、ガートルードは、子供たちに刺激を与える目的で、スィルヴィアを居間で裸にさせ、コーラのガラス瓶を使って自慰行為をさせた。この恥辱行為について、ガートルードは「スィルヴィアの本性がどんなもんかってことを、ジェニーに教えてやるのさ」と発言した。ガートルードは、スィルヴィアのために服を購入するのを拒否した。スィルヴィアが学校から体操着を盗んだ趣旨を告白すると、ガートルードはスィルヴィアが学校に通うことを禁止した。この窃盗に対する懲罰として、ガートルードは、幅7.6cmの警察用ベルトでスィルヴィアを打ち据えた。その後、ガートルードは、「結婚前の性交渉が如何に道義に反するか」に会話を切り替えた。ガートルードの次女・ステファニーが、「やめて！スィルヴィアは何も悪いことはしてないわ！」と叫んでスィルヴィアを守ろうとするも、ガートルードはそれに耳を貸さず、スィルヴィアの性器に何度も蹴りを叩き込んだ。当初、ステファニーは、「スィルヴィアが自分とポーラにまつわる不愉快な噂を流した」と信じていたが、スィルヴィアに対する虐待が酷くなるにつれて、スィルヴィアを庇おうとするようになった。ガートルードやポーラがスィルヴィアを虐待する際に手に持っていた器具を奪い取ったこともある。その後、ガートルードは、スィルヴィアの指先をマッチ棒の火で焼いたのち、打ち据えた。数日後、スィルヴィアの妹・ジェニーが、学校で、麻痺が起こっていない脚でテニス用の靴を履く目的で盗んだ趣旨を聞かされると、ガートルードはジェニーを打ち据えた。

### 動揺
スィルヴィアとジェニーの二人は、自分たちに対する虐待がますます激しくなりつつある事実を、自分たちの家族や学校の関係者に伝えることについて躊躇していた。そのようなことをすれば、自分たちの状況がますます悪化の一途を辿ることになる、と恐れていたのであった。とりわけ、ジェニーは「もしもそんなことをした場合、お前をスィルヴィアと同じ目に遭わせてやる」とガートルードから脅迫されており、自分たちの置かれた状況を家族に伝えたい衝迫に駆られ、苦悩していた。姉の陥った苦境についてジェニーが仄めかそうとすると、近所の女の子たちから、嘲笑されたり、暴力を振るわれたりした。
1965年の7月から8月にかけて、レスターとエリザベスは、日程さえ合えば、娘たちの前に顔を出せるよう、インディアナポリスに戻ってきたこともある。レスターとエリザベスが最後に娘たちの元を訪れたのは、1965年10月5日のことであった。このとき、スィルヴィアとジェニーの身体には、目に見えて分かる虐待と苦痛の証拠となるものは見られなかった。その理由として、ガートルードとその子供たちがその場に一緒にいた点が挙げられる。レスターはガートルードのことを信用していたようである。レスターとエリザベスが去っていった直後、ガートルードはスィルヴィアのほうへ向き直ってこう言った。「スィルヴィア、どうするんだい？二人はもう行ってしまったんだよ？」
1965年9月のある日、スィルヴィアとジェニーは、インディアナポリスにある公園にて、ライケンス一家の長女・ダイアナと出会った。スィルヴィアとジェニーは、ダイアナに対し、自分たちがガートルードたちから虐待を受けていること、とくに、スィルヴィアが虐待の矛先を集中的に向けられており、自分が言ってもおらず、やってもいないことを虐待の口実にされている趣旨を告げた。しかし、スィルヴィアもジェニーもガートルードの自宅の住所については明言せず、当初のダイアナは、二人の言い分について「誇張しているに違いない」と考えていた。ダイアナが、「虐待されている」というスィルヴィアたちの主張を「誇張だ」と考えた理由の一つとして、自分たちが何か無作法な振る舞いを見せると、父・レスターは躾の一環として、子供たちをベルトで叩いていた。この数週間前にも、スィルヴィア、ジェニー、ダイアナはこの公園で出会っていた。このときのダイアナは、ガートルードの11歳の娘・メアリーと一緒にいた。スィルヴィアは姉に対して空腹を訴え、サンドウィッチを食べさせてもらっていた。9月下旬、メアリーはこのときの様子を家族に話し、それに対してスィルヴィアは沈黙を守った。ガートルードはスィルヴィアを「食い意地が張っている」と非難し、ポーラとともにスィルヴィアの首を絞め、こん棒で殴った。その後、二人は「スィルヴィアの罪を洗い清めてやる」として浴槽を熱湯で満たし、スィルヴィアの頭を掴んで入浴させた。スィルヴィアが意識を失えば、浴槽に頭をぶつけて目覚めさせた。それからまもなく、近所に住む少年、マイケル・ジョン・モンロー(Michael John Monroe)の父親がアーセナル工業専門学校に電話し、「全身に亘って皮膚潰瘍のある少女が、バニシェフスキーの家に住んでいる」と、匿名で通報した。スィルヴィアが数日間に亘って学校に姿を見せておらず、学校の保健室の教員がこの申し立てについて調査を行うため、ガートルードの屋敷を訪問した。ガートルードは「スィルヴィアは家から逃げ出した」「スィルヴィアが今どこにいるのかは分からない」と述べた。さらにガートルードは、スィルヴィアは「手に負えない子供」であり、スィルヴィアの身体に見られる皮膚潰瘍については、「然るべき衛生状態を拒否した結果としてできたものだ」と主張し、スィルヴィアの存在はガートルードの子供たちや、本人の妹・ジェニーにも悪影響を及ぼしている趣旨を附言した。学校側は、スィルヴィアの安否について、それ以上の調査は実施しなかった。ガートルードの屋敷に近接する隣家には、レイモンド・ヴァーミリオン(Raymond Vermillion)とフィリス・ヴァーミリオン(Phyllis Vermillion)という中年の夫婦が住んでいた。彼らの眼には、ガートルードはスィルヴィアとジェニーにとって申し分の無い人物に映り、夫妻はガートルードの屋敷を二度訪問している。しかし、この二度の訪問の際、ヴァーミリオン夫妻は、ポーラがスィルヴィアを痛め付けている場面や、スィルヴィアの目の周りに黒い痣ができているのを目撃していた。このとき、ポーラはお湯の入ったコップをスィルヴィアに投げ付けたり、スィルヴィアを虐待している話を公然と自慢すらしていた。二度目の訪問の際、夫婦には、スィルヴィアが極めて従順で、その唇は腫れ、なにやら「ゾンビに見えた」という。ポーラはスィルヴィアをベルトで殴り始めた。だが、ヴァーミリオン夫妻は、スィルヴィアの身体に見られる歴然たる虐待の痕について、当局に通報したりはしなかった。ヴァーミリオン夫妻が当局に通報しなかったことについて、デニース・ノエは、「正常な感覚の持ち主で、責任感のある大人でさえ、このような行為を『犯罪』と認識できないのであれば、充分な教育を受けていないスィルヴィアのような少女でも認識できるはずだ、などと考えられるだろうか？」と書いた。
1965年10月1日、ダイアナは、スィルヴィアとジェニーの二人がガートルードの屋敷で暮らしている事実を突き止めた。ダイアナは二人と連絡を取るため、ガートルードの屋敷を訪問した。ガートルードは、「レスターとエリザベスから、ダイアナをスィルヴィアとジェニーに会わせないように、との『許可』を得ている」と述べ、ダイアナが自宅の敷地内に入るのを許さなかった。ガートルードは、「今すぐに帰らなければ、警察に通報する」とダイアナを脅し、帰るよう命じた。ジェニーが屋敷の外に現れるまで、ダイアナは近くの茂みに隠れていた。ダイアナはジェニーに近付いてその両肩を掴み、この建物の中で何が起こっているのかを尋ねた。ジェニーは、「話すことは許されていない」と言い、去っていった。そのときのジェニーの目は恐怖に怯えていた。ダイアナは社会福祉局に連絡し、社会福祉士に対して「ガートルード・バニスエフスキーは、『スィルヴィアは薄汚い娼婦なので、家から追い出した。スィルヴィアが今どこにいるのかは分からない』と言われた」と伝えた。社会福祉士がガートルードの屋敷を訪問し、スィルヴィアについて尋ねた。ガートルードはジェニーに対し、スィルヴィアの消息について社会福祉士に嘘の情報を伝えるよう命じ、「言う通りにしなければ、スィルヴィアと同じ目に遭わせる」と脅した。ジェニーは社会福祉士に対し、「スィルヴィアはどこかへ逃げ出した」と伝えた。事務局に戻った社会福祉士は、「追跡調査のための訪問は必要無い」との報告書を提出した。
数日後、ダイアナは、屋敷の近くで偶然ジェニーに出くわした。ダイアナがスィルヴィアの安否について尋ねると、ジェニーはこう答えた。「教えられないわ。そんなことをすれば、厄介な事態になるから」

## 虐待悪化
虐待における残忍さが激しくなるにつれて、スィルヴィアは尿失禁するほどにまでなった。便所の使用を禁止されたスィルヴィアは、漏らすしかなかった。1965年10月6日、失禁に対する罰として、ガートルードはスィルヴィアを屋敷の地下室へ連れていき、スィルヴィアの身体を縛り上げた。スィルヴィアはここで裸にされ、食べ物も水もろくに与えられなかった。地下へと続く階段の手すりにて、両足がかろうじて床に付くぐらいの位置に身体を縛られたこともあった。
地下室に監禁される数週間前の時点で、ガートルードはスィルヴィアを虐待し、苦痛を味わわせていた。ガートルードは自分の子供たちに対し、スィルヴィアがガートルードとその子供たちを侮辱した趣旨を主張した。ガートルードのこの言葉は虚偽であったが、こうすることで、子供たちがスィルヴィアを見下したり、攻撃したりするよう唆したのである。あるとき、ガートルードは刃物を手にし、その場に高く掲げて「私に反撃してみなさい」と言い放ってスィルヴィアを煽ったが、スィルヴィアは「どうすればいいのか分からない」と応答したのみであった。これを受けて、ガートルードはスィルヴィアの脚に軽い擦り傷を負わせた。スィルヴィアに対する虐待は、ガートルードが気に入っているテレビ番組を視聴する前の午後の時間帯や、夕食前に行われる「気軽な娯楽」であった。ガートルードは、近所に住む子供たちから一人に付き五セント徴収し、「展示されている」スィルヴィアの身体を見物させた。スィルヴィアは辱めを受け、殴られ、熱湯をかけられ、火傷を負わされ、気概を奪われることになる。ガートルードは自分の子供たちや近所の子供たちに、スィルヴィアの動きを封じ、猿轡を噛ませるのを手伝わせ、熱湯で満たした浴槽にスィルヴィアを入れ、傷口には塩をこすり付けた。またあるとき、ガートルードは、長男のジョンとともに、末っ子のデニスが穿いていたオムツに付着していた排泄物を、スィルヴィアの唇にこすり付け、全体の半分まで水を入れたカップをスィルヴィアに渡し、「これが今日のお前の食事だよ」と宣言した。
1965年10月22日、ジョンは、ボウルに入れたスープを指を使って飲むことを許可し、スィルヴィアにボウルを渡した。スィルヴィアがこれを飲もうとする直前、ジョンは鉢をすばやく取り上げた。スィルヴィアは、この時点で極度の栄養失調に陥っていた。ガートルードは、「小便を漏らさないこと」を条件に、スィルヴィアが上階で寝ることを許可した。この日の夜、スィルヴィアは「眠りにつく前に水を一杯飲ませて欲しい」と、ジェニーにこっそりと囁いた。翌朝、スィルヴィアが失禁しているのを発見したガートルードは、罰として、スィルヴィアにコカ・コーラの空瓶を自身の膣に出し入れさせたのち、スィルヴィアを再び地下室へ連れていくよう命じた。
その後、ガートルードはスィルヴィアに台所に戻るよう叫び、服を脱ぐよう命じたのち、「お前は私の子供たちに汚名を着せた。今度はお前の番だ」と宣告した。ガートルードは、熱した縫い針を使ってスィルヴィアの腹部に以下の文章を刻み込もうとした。
「I'M A PROSTITUTE AND PROUD OF IT」（私は、自分が娼婦であることが嬉しくて堪らない）
ガートルードは文字を刻みきれず、食料品店にジェニーを連れて行った際に出会った14歳のリチャード・ディーン・ホッブス(Richard Dean Hobbs)に、スィルヴィアの腹部に刻む文字の食刻を完成させるよう指示した。食刻の最中、スィルヴィアは歯を食いしばり、呻き声を上げながらこれに耐え続けた。ホッブスはのちの証言で、この虐待について、「あっという間だったし、重症ではない」と主張した。ホッブスは、ガートルードの10歳の娘・シャーリーとともに、スィルヴィアを地下室へ連れていき、かんぬきを使ってスィルヴィアの左胸の下部に「S」の文字の焼き印を彫ろうとしたが、輪っかの形を誤って逆方向に彫ってしまった。この深い火傷は数字の「3」に似た形となった。彼らはジェニーを呼び出し、姉の身体に焼き印を刻むよう命令した。ジェニーはその場でしばらく呆然自失となったのち、この命令を拒否した。ジェニーは平手打ちを喰らうも、拒否した。
ガートルードは、スィルヴィアの腹に刻まれたこの焼き印について語りながら、「スィルヴィア。これからどうするんだい？お前はもう結婚できないだろうさ。人前で服を脱ぐこともできないだろうねぇ。これからどうするんだい？」とスィルヴィアを嘲笑した。スィルヴィアは嗚咽し、声を詰まらせながら、「私はもうどうしようもないわ」と答えた。その日の遅く、スィルヴィアは腹部に彫られた焼き印を近所の子供たちに見られ、慰み者にさせられた。ガートルードは「乱交会に参加して彫ってもらったのさ」と発言した。この夜、スィルヴィアは妹・ジェニーに対し、静かに伝えた。
「Jenny, I know you don't want me to die, but I'm going to die. I can tell it.」（「ジェニー。あなたが私を死なせまいとしているのは伝わってくる。でもね、私はもう長くないの。分かるのよ」）
翌日、ガートルードはスィルヴィアを起こし、口述筆記で手紙を書かせた。その手紙の内容は、「スィルヴィアは地元在住の匿名の少年の集団と性的な関係を持つことに同意していたが、この少年たちはスィルヴィアの全身を虐待し、拷問し、損壊を加えたのだ」というものであり、さらに、この手紙を綴ることでスィルヴィアの両親を欺き、「スィルヴィアはガートルードの屋敷から逃亡した」と思い込ませる意図があった。ガートルードは、この手紙の冒頭部分を「To Mr. and Mrs. Likens」（「ライケンス夫妻へ」）で書き始めるよう命令した。スィルヴィアにこの手紙を書かせてから、ガートルードは、息子のジョン、スィルヴィアの妹・ジェニーに、スィルヴィアに目隠しさせ、「ジミーの森」(Jimmy's Forest)と呼ばれる近くの森林地帯にスィルヴィアを連れていき、そこで放置して死ぬに任せるという腹積もりであった。スィルヴィアが手紙を書き終えると、ガートルードは地下へと続く階段の手すりにスィルヴィアを縛り付け、クラッカーを食べるよう勧めたが、スィルヴィアは「犬にあげてよ。私は要らない」「私よりもお腹が空いているだろうから」と答え、拒絶した。これを受けて、ガートルードはそのクラッカーをスィルヴィアの口の中に強制的に押し込み、息子のジョンとともに、スィルヴィアの腹を殴った。デニース・ノエは、「スィルヴィアは、自分にはもはや失うものはないと感じていて、反抗的な態度に出たのかもしれない。あるいは、自分の腹部に刻み込まれた言葉の恐ろしさのあまり、生きる気力が失せていたのかもしれない」と書いた。
ガートルードとジョンが交わしていた会話の中で、自分に対して講じられる処置の内容を偶然耳にしたスィルヴィアは、地下室からの脱出を試みた。しかし、満身創痍であることに加えて、体力も低下していたスィルヴィアは、敷地内から脱出する前にガートルードに捕らえられた。スィルヴィアはクラッカーを食べるよう言われるも、栄養失調に加えて脱水症状にも陥っており、食べ物を満足に食べることすら困難になっていた。ガートルードはクラッカーをスィルヴィアの口に無理やり押し込み、カーテン棒を使ってスィルヴィアの顔を何度も殴った。殴る過程で、カーテン棒の一部は直角に曲がっていた。その後、コイ・ハバードがガートルードの手からカーテン棒を奪い、スィルヴィアに一撃を加えると、スィルヴィアは昏倒した。ガートルードはスィルヴィアを地下室へ引きずっていった。その夜、意識を取り戻したスィルヴィアは、鋤を使って地下室の壁を連続で叩き、近隣の住民に対する注意喚起および助けを求めて必死に叫んだ。隣人の一人はスィルヴィアの命懸けの絶叫を聞いており、東ニューヨーク通り3850番地の建物の地下室がその発信源であることを特定したが、午前3時ごろにそれが突然止んだことで、この騒ぎに対する通報を思い止まったのだという。
デニース・ノエは、「スィルヴィアとジェニーは、『自分たちは虐待されている』と訴えようとするも、本気で受け止められることは無かった。『自分たちの話が信用されない』という恐怖が、スィルヴィアが沈黙する理由になったのだろう」「この虐待について誰かに訴えるということは、自分がどんなことをされたのか、を話さねばならなくなる。虐待が悪化するにつれて、羞恥心がスィルヴィアを黙らせたのだろう」「スィルヴィアとジェニーがガートルードを恐れていたのは、もっともな理由があった。万が一、『告げ口』でもしようものなら、ガートルードの怒りを買うことを恐れていたのだ」「スィルヴィアは常に妹を守ろうとした。虐待の事実を誰かに話した場合、ジェニーに報復の矛先を向けられることを恐れていたのだろう」と書いた。

## 死
1965年10月26日の時点で、スィルヴィアは明瞭に発言したり、手足を適切に動かすこともできなくなっていた。ガートルードはスィルヴィアの身体を台所に移し、壁を背にして支えさせた状態で一杯の牛乳とドーナッツを食べさせようとした。牛乳の入ったグラスを唇に運べなかったスィルヴィアに対して業を煮やしたガートルードは、スィルヴィアの身体を床に叩き付けたのち、地下室に戻した。まもなくスィルヴィアは意識が朦朧とし、呻き声や独り言を繰り返し発するようになった。ポーラはスィルヴィアに、英語のアルファベットを暗唱してみるよう求めたところ、スィルヴィアは、最初の四文字から先は暗唱できず、上体を起こすこともできなかった。ポーラが「立ち上がらなければ、走り幅跳びをやらせる」と脅した。その後、排便したスィルヴィアに対し、ガートルードは身体を洗うよう命じた。この日の午後、スィルヴィアを虐待していた者たちが地下室に集まってきた。スィルヴィアは指先を小刻みに震わせながら、見覚えのある者たちの顔を指差し、「あなたは…リッキーね」「あなたは…ガーティーね」と発言していたが、ガートルードはこれに対し、「お黙り！私が誰なのか、知らないはずはないでしょう！」と叫んだ。数分後、腐った梨を与えられたスィルヴィアはそれを噛もうとするも、それがままならず、「私の歯は緩んでいる」と述べた。これを聞いたジェニーは姉に対し、「お姉ちゃん、覚えてないの？お姉ちゃんの前歯は、あなたが七歳のときに折れたのよ」と語りかけた。その後、ジェニーはスィルヴィアを地下室に残し、隣人の家で園芸づくりの雑用仕事を果たして小金を得ていた。笑い声を上げていたジョンは、この日の午後、ガートルードからの依頼でランディ・ゴードン・レッパーが持ってきた水撒き用ホースを使ってスィルヴィアの身体に水を噴射した。スィルヴィアは地下室から脱出しようとして必死に動こうとするも、階段に到達する前に倒れた。ガートルードは、倒れているスィルヴィアの頭を踏み付け、その場に立ったままスィルヴィアの姿をしばらく見つめていた。午後5時半過ぎ、リチャード・ホッブスがガートルードの屋敷に戻り、地下室へと向かう際に、濡れた階段の上で足を滑らせ、地下室の床の上に勢いよく倒れた。このとき、ホッブスは、痛め付けられ、衰弱しきったスィルヴィアの身体をステファニーが優しく抱きしめている光景を目撃した。ステファニーは、ガートルードからスィルヴィアの身体を洗うよう言い付かっていた。ステファニーとリチャードは、スィルヴィアを温かい石鹸風呂に入浴させ、新しい服を着せてやることにした。二人はスィルヴィアを敷布団の上に寝かせた。このとき、スィルヴィアが「パパがいる」「ステファニーが家に連れて帰ってくれる」と囈言を発していたという。ステファニーは妹のシャーリーに向き直ると、「ああ、スィルヴィアは大丈夫よ！」と叫んだ。しかし、ステファニーはスィルヴィアの呼吸が止まっていることに気付いた。ステファニーは人工呼吸を行い、スィルヴィアの蘇生を試みた。このとき、ガートルードは「スィルヴィアは死んだふりをしているだけだ！」と繰り返し叫んでいた。
1965年10月26日、スィルヴィア・ライケンスは死んだ。

## 逮捕
ガートルードは、動かなくなったスィルヴィアに向かって、「この詐欺師め、ペテン師め！」と叫びながら、一冊の本でスィルヴィアの遺体を連続で叩いていた。スィルヴィアが死んでいることに気付いたガートルードは落ち着きを無くして狼狽し、リチャード・ホッブスに対して警察を呼ぶよう指示した。ガートルードの家には電話が無く、ホッブスは近くにある公衆電話へ向かい、警察に通報した。
10月26日午後6時半ごろ、警察がガートルードの屋敷に到着すると、ガートルードは、衰弱し、全身を殴打され、損壊を加えられたスィルヴィアが横たわっている、汚れた敷布団の元へ案内し、スィルヴィアに書かせた口述筆記の手紙を捜査官に手渡した。ガートルードは、スィルヴィアが息絶える一時間以上前から「スィルヴィアを治療していた」と主張し、「応急処置」として、スィルヴィアの遺体に消毒用アルコールを塗っていたという。ガートルードはまた、「スィルヴィアは、少年たちと一緒にこの家を出ていき、今日の午後、上半身裸の姿でこの覚書を握りしめてここに戻ってきた」と主張した。ポーラは聖書を手に取り、その場にいる全員に向かって「スィルヴィアは、こうなる運命であったのです」と述べたのち、スィルヴィアの妹・ジェニーを一瞥し、こう発言した。「今後も私たちと一緒に暮らしていきたいのなら、ジェニー、あなたには私たちの妹のように接することにしましょう」
以前にガートルードから指示されたとおり、ジェニーは警察に対し、姉が死に至るまでの出来事についてを、予行練習で行ったとおりに暗唱したのち、捜査官に対して以下のように囁いた。
「You get me out of here and I'll tell you everything.」（「ここから出して下さい。全てを打ち明けます！」）
ジェニー・ライケンスの正式な供述により、ガートルード、ポーラ、ステファニー、ジョンは、スィルヴィア・ライケンス殺害の容疑で逮捕された。捜査官がスィルヴィアの遺体を発見した数時間後のことであった。同日、コイ・ハバードとリチャード・ホッブスも殺人容疑で逮捕された。ポーラ、ステファニー、ジョンの三名およびコイ・ハバードは少年拘置所に収容され、メアリー、シャーリー、ジェイムス、デニス、リチャード・ホッブスはインディアナポリス児童保護施設に収容された。裁判を待つ間、拘留された者たちは、いずれも保釈されることは無かった。
当初のガートルードは、スィルヴィアの死について関与を否定していたが、10月27日、「自分の子供たち」、わけても、長女のポーラと隣人のコイ・ハバードがスィルヴィアを虐待していた趣旨を述べた。ガートルードは、「スィルヴィアの身体に疵を付けた主犯格はポーラだ」「コイ・ハバードがスィルヴィアを打ちのめした」と供述した。ガートルードは、スィルヴィアが失禁してベッドを汚した際に、およそ三回、地下室で寝るよう強要したことを認めた。スィルヴィアが失禁しやすくなった理由について、ある捜査官が「極度の精神的苦痛および腎臓の損傷が考えられる」と述べると、ガートルードの供述には遁辞が目立つようになった。長女・ポーラは悔恨の情を示すことなく、母が持っていた警察用ベルトでスィルヴィアの背中を繰り返し殴ったこと、スィルヴィアの顎に自分の手首をぶつけた際に骨折したこと、スィルヴィアを地下へと続く階段から突き落としたこと、彼女の目の周りに黒い痣を数回こしらえたことを認める供述書に署名した。長男・ジョンは、スィルヴィアの「お尻を拳で叩いた」こと、マッチ棒の先端の火をスィルヴィアの身体に押し付けて火傷を負わせたことを認めたうえで、ガートルードもスィルヴィアの身体にタバコの火を幾度となく押し付け、火傷を負わせた趣旨を附言した。
スィルヴィアに対する虐待に加担していた近所の子供たち五人も、10月29日までに逮捕された。このうちの一人、アンナ・スィスコー(Anna Siscoe, 1951 - 1996)は、当初はスィルヴィアに好感を抱いていたが、ガートルードから「スィルヴィアがアンナの母親を娼婦呼ばわりしていた」と聞かされると、アンナもスィルヴィアに対する虐待に参加するようになった。ガートルードは近所の子供たちに向かって、スィルヴィアを悪しざまに言い、その内容を信じ込ませることで、スィルヴィアに『復讐』するよう働きかけた。これら五人とも傷害罪で起訴され、「次回の裁判に、証人として出廷するように」とする裁判所からの召喚状に基づき、両親の監護下に置かれた。

## 剖検
剖検が実施された結果、スィルヴィアの身体は極度に衰弱しており、150もの傷が確認された。傷の位置、性質、重症度、治癒の段階についてはさまざまで、火傷や重度の打撲痕が見られ、筋肉と神経組織は広範囲に亘って損壊していた。膣腔は腫れ上がっており、閉じていた。膣の内部に裂傷は見られなかった。スィルヴィアの指の爪は、いずれも全て、逆方向に折れ曲がっていた。指と指の周辺に確認された傷は、スィルヴィアを虐待した者たちの行為の際に、「必死に引っ掻く動作」で生じた可能性が最も高い、と書かれた。スィルヴィアの顔、胸、首、右膝の皮膚の外層の大部分は剥がれ落ちていた。苦痛に耐えていたスィルヴィアは、自身の唇を強く噛み切っていたことも確認された。
スィルヴィアの身体に強姦の痕跡が見られなかった点について、デニース・ノエは、「コイ・ハバードは、ステファニーが強姦を『浮気』とみなせば、ステファニーを怒らせることを恐れたのかもしれない」「ケイト・ミレット(Kate Millett)が推測しているように、彼らはスィルヴィアのことを本当に『ふしだらな女だ』と信じていて、性感染症や、曖昧な意味での『汚染』を恐れていた可能性がある」と書いた。
監察医のアーサー・ケベル(Arthur Kebel)は、スィルヴィアの正式な死因は、右側のこめかみに深刻な一撃を加えられたことで生じた「硬膜下血腫」(Subdural Hematoma)である、と記載した。皮膚と皮下組織が長期に亘って深刻な損傷を負わされたことによって生じた末梢循環不全に加えて、重度の栄養失調が重なったことが、スィルヴィアの死に繋がったのだという。遺体が発見された時点で死後硬直(Rigor Mortis)も進行しており、ケベルは、警察が遺体を発見する8時間前にスィルヴィアが死亡していた可能性を指摘した。ケベルはまた、スィルヴィアが死亡する前後に入浴していた可能性も指摘しており、この行為が体温の低下を促進し、死後硬直の発症を早めた可能性がある、と記述した。

## 葬儀
1965年10月29日の午後、インディアナ州レバノンにある「ラッセル&ヒッチ葬儀場」(The Russell & Hitch Funeral Home)にて、スィルヴィア・ライケンスの葬儀が執り行われた。儀式の司宰は牧師のルイ・ギブスン(Louis Gibson)が担当し、葬儀には100人を超える会葬者が参列した。スィルヴィアの遺体が収められた灰色の棺は、儀式を通じてずっと開いたままであった。1965年7月以前に撮影されたスィルヴィアの顔写真が棺に飾られた。ルイ・ギブスンはスィルヴィアに対する弔辞の中で、「誰であれ、いずれは最期の時を迎えますが、この少女が味わわされたような苦痛の中で死なねばならない理由などありません」と述べたのち、スィルヴィアの棺に大股で歩み寄り、こう附言した。「スィルヴィアは永遠の眠りについたのです」
スィルヴィアの棺は霊柩車に乗せられ、遺体はオーク・ヒル共同墓地(The Oak Hill Cemetery)へと運ばれ、そこで埋葬された。この霊柩車は、墓地へと向かう14台の車列を構成する一台となった。スィルヴィアの墓石には、「Our Darling Daughter.」（「私たちの最愛の娘」）との碑文が刻まれている。

## 起訴

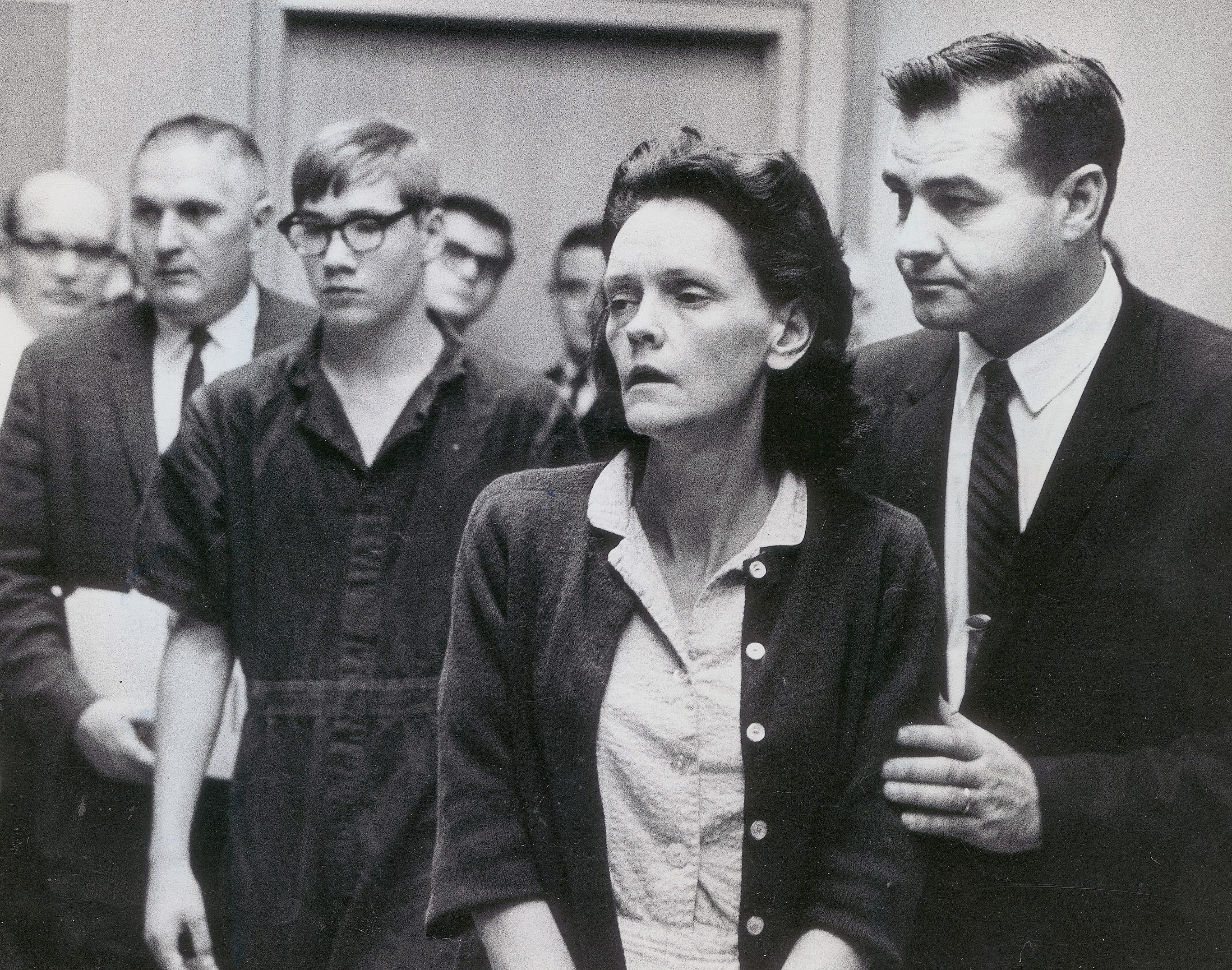
1965年11月1日、公聴会に出席したガートルード・バニシェフスキーとリチャード・ホッブス。この日、両名とも、スィルヴィア・ライケンスに対する殺人罪で起訴された。

1965年12月30日、インディアナ州マリオン郡の大陪審は、ガートルード・バニシェフスキー、長女のポーラ、長男のジョンに対し、「『第一級殺人』で起訴する」との評決を下した。リチャード・ホッブスとコイ・ハバードの両名も起訴された。いずれも「スィルヴィア・ライケンスに対し、悪意を抱いて計画的に道具で殴り、手で殴り、蹴りを入れ、その他の手段で致命傷を負わせた」との理由であった。
1966年1月13日、妊娠中であったポーラは娘を出産した。子供の名前について、ポーラは自分の母親に敬意を表す形で「ガートルード」と名付けた。
五人が起訴される三週間前、ガートルードの次女・ステファニーは、人身保護令状(Habeas Corpus)に基づき、釈放された。ステファニーの弁護士は、インディアナ州が、ステファニーによる殺人の罪状の起訴内容を支持するには証拠が足りない、と主張していた。ステファニーは、スィルヴィアを虐待し、死に追いやった容疑で起訴された者たちについて証言することに同意したうえ、間近に迫りつつあった起訴の可能性に対する訴追免除の権利を放棄した。
1966年3月16日に開かれた正式な公判前に実施される公聴会の場で、数人の精神分析医たちが、判事のソウル・アイザック・ラブ(Saul Isaac Rabb)の前で、スィルヴィア・ライケンス殺害容疑で起訴された三人に実施した精神鑑定(Psychiatric Evaluations)について述べた。精神分析医たちはいずれも、「三人とも、裁判に耐えうる責任能力はある」と証言した。

## 裁判
1966年4月18日、インディアナポリスの市郡庁舎にて、ガートルード・バニシェフスキー以下五人に対する裁判が始まった。陪審員の選定は数日間続いた。4月16日、検察官のリローイ・K・ニュー(Leroy K. New)と次席検事のマジョリー・ウェスナー(Marjorie Wessner)は、五人の被告人全員に対して死刑を求刑する意向を発表した。判事を務めるソウル・アイザック・ラブに対し、検察側は、「被告人らのスィルヴィア・ライケンスに対する虐待は、『協調して』行われたことで起訴されたのであり、被告人全員を一緒の場で裁くべきである」「一人一人が個別に裁かれた場合、判事も陪審員も、彼らの犯した犯罪の「全体像」に関する証言を聴くことができなくなる」と主張した。検察のこの主張は認められ、五人の被告人全員が、一緒の場で裁判にかけられた。インディアナ州の現代法によれば、「15歳未満の子供が犯罪を実行した場合、その時点で『犯罪を犯す意図は無い』と推定されているが、充分な証拠を提出された場合、この推定は反証される可能性がある。起訴されなかったのは7歳未満の子供だけであった。
陪審員の候補者たちは、検察と弁護人の双方から、「『第一級殺人』に対する刑罰として、死刑は正当であるか」「子供の母親は、子供の『品行』に対して責任があるのかどうか」について、意見を問われた。死刑に反対を表明した陪審員は、リローイ・ニューから除名された。子供に接する仕事に就いていた者、精神異常者の弁護に対する偏見や先入観を表明した者、スィルヴィア・ライケンスの死の猟奇性に対して嫌悪感を露わにした者は、弁護団から除名された。
ガートルード・バニシェフスキーの弁護人は、ウィリアム・C・アーベッカー(William C. Erbecker)が、長女・ポーラの弁護人は、ジョージ・ライス(George Rice)が、リチャード・ホッブスの弁護人は、ジェイムス・G・ネダー(James G. Nedder)が、コイ・ハバードとジョン・バニシェフスキーの弁護人は、フォレスト・ボウマン・ジュニア(Forrest Bowman Jr.)が、それぞれ務めた。この弁護団は、「ガートルード・バニシェフスキーがスィルヴィア・ライケンスに対する虐待に参加するよう圧力をかけた」と主張し、ガートルードは「精神異常」(Insanity)を理由に無罪を主張した。

### 証言
4月29日、検察側を代表する形で一人目の証人として登場した副検視官のチャールズ・エリス(Charles Ellis)は、スィルヴィア・ライケンスが受けた激しい苦痛について証言した。スィルヴィアの指の爪はいずれも全て後ろ向きに折れていた事実や、彼女の全身が深い切り傷や刺し傷で覆われていた事実を述べ、唇は繰り返し強く噛んだのが原因で「噛み千切られていた」とも語った。エリスはまた、スィルヴィアは死の2 - 3日前に急性の末梢循環不全に陥り、その状態が昂進しすぎたことで、いかなる形態の治療行為も効果を示さなかった可能性を指摘した。一方、スィルヴィアの膣の内側と周辺には腫れが広範囲に及んでいた点を除き、遺体には直接的な性的虐待の証拠が見られなかった点も強調した。
5月2日から5月3日にかけて、スィルヴィアの妹、ジェニー・ライケンスが証言台に立ち、五人の被告人全員について証言した。彼らは姉に対し、肉体的にも精神的にも、広範囲に亘って虐待を加えた趣旨を述べた。姉がこれらの暴力を誘発する行為は一切していないこと、姉が広めたとされる噂や、スィルヴィアの人格に対する中傷の内容は、いずれも真実のかけらも無い、と述べた。ジェニーは証言の中で、自分たちが受けた虐待はガートルードの屋敷に住み始めてから二週間後に始まったことを述べ、耐え続けた虐待行為が悪化するにつれて、姉は急性の脱水症状に陥ったことで涙が出なくなった、と証言した。ジェニーは、姉が死亡する数日前に自分に囁いた「ジェニー。あなたが私を死なせまいとしているのは伝わってくる。でもね、私はもう長くないの。分かるのよ」を引用し、啜り泣いた。「スィルヴィアが涙を出せなくなった」とする証言については、のちにランディ・ゴードン・レッパーの証言により、裏付けが取れた。レッパーはスィルヴィアが泣いているのを目撃したことがあり、その際にスィルヴィアの眼から涙は流れていなかった、と証言した。レッパーはまた、ガートルードがステファニーに対して服を脱ぐよう命じたのち、ステファニーがスィルヴィアを「本当に強く」殴ったのを目撃した、と証言した。その後、レッパーは薄ら笑いを浮かべながら、10 - 40の個々の事例を上げ、スィルヴィアを殴った趣旨を告白した。
ジェニーは、しばしば涙で声を詰まらせながらも、自分と姉が受けた虐待の内容を詳細に語った。次席検事のマジョリー・ウェスナーが「どうして助けを求めなかったのか」と尋ねると、ジェニーは「怖かった。ガートルードは私を殴り続けたんです」と答えた。のちに、弁護人はこの点を何度も追及した。ジェニーは法廷で以下の証言を残している。
「ガートルードから脅されたのです。『もし、このことを誰かに話したら、お前もスィルヴィアと同じ目に遭わせてやる』と」
5月10日、バプティスト派の牧師、ロイ・ジュリアン(Roy Julian)が証言台に立った。ロイ・ジュリアンは、ガートルードの屋敷で10代の少女が虐待されていた趣旨を述べたが、当局には通報しなかった。ロイ・ジュリアンは、ガートルードから「スィルヴィアは金欲しさに男に言い寄る」と聞かされており、「『スィルヴィアは売春の客引き行為を働いたのを理由に罰を受けていた』とする話を信じていた」と証言した。スィルヴィアへの虐待に参加し、傷害罪で起訴された人物の一人、ジュディ・デューク(Judy Dike)も証言台に立ち、スィルヴィアが脚にできた傷に塩をこすり付けられ、悲鳴を上げるまでそれに耐えていた場面を目撃した、と証言した。ジュディは、ガートルードの10歳の娘・シャーリーが、スィルヴィアの着ていたブラウスを引き裂く場面も目撃し、その際にリチャード・ホッブスが発した何気ない台詞「ここにいる誰もがスィルヴィアと遊んでいるんだよ」も引用した。
5月11日、ガートルード・バニシェフスキーが、自身の弁護に向けて証言台に立った。ガートルードは、長期に亘ってスィルヴィア・ライケンスを虐待し、苦痛を与え、最終的に死に至らしめた行為に対する責任を否定し、自身が「実に騒々しい場所」と表現した屋敷の中で、スィルヴィアを虐待したのは自身の子供たちや近所に住む子供たちであるに違いない、と主張した。ガートルードはまた、自分の身体は不健康であり、鬱病であり、そのことに気を取られて注意力散漫になるあまり、子供たちの行動を制御できなかった、と附言した。スィルヴィアとジェニーの二人に虐待を加えたかどうか、との質問に対しては、「『お仕置きの一環としてお尻を叩いた』ことならあるが、心情の面から、それをやり切ることはできなかった」とし、「それ以降は、もう叩くのを止めた」と主張した。スィルヴィアが殴打を受け、熱湯に入れられ、火傷を負わされたことについても全否定した。
ガートルードは「スィルヴィアを『殴ったり、叩いたり、蹴ったり』したことは無い」との姿勢で臨んだ。スィルヴィアの手に平手打ちを浴びせたことならあるが、それはスィルヴィアの態度が悪かったからだ、と主張した。「自分の屋敷には、自分の子供たちとその友人たちをはじめ、たくさんの子供がおり、普段から喧嘩が絶えず、それを仲裁しようとするも、病気持ちの身体ゆえに、それもできなかった」と証言した。検察官からの尋問では、ガートルードは「スィルヴィアは常に反抗的な態度を取り続けた」趣旨を強調した。
5月13日、リチャード・ホッブスが自身の弁護に向けて証言台に立った。ホッブスは、1965年10月23日の出来事について証言した。この日、ガートルードがスィルヴィアを台所に呼び出し、「お前は私の子供たちに汚名を着せた。今度はお前の番だ」と宣言し、スィルヴィアの腹部に侮辱的な言葉を焼き印にして刻み込む行為を開始したが、ガートルードはこれを最後までできず、この作業を終わらせるよう頼んできた趣旨を述べた。ホッブスは、この食刻行為でスィルヴィアの皮膚の表面から出血が始まり、スィルヴィアはそれを止めるよう懇願してきたことを証言したが、自分がスィルヴィアに負わせた部分の焼き印は重症ではない趣旨を断固として主張した。この日の前日、ガートルードはスィルヴィアを「自宅から追い出す」予定である趣旨をホッブスに伝えており、当初は「スィルヴィアは10月26日にはガートルードの屋敷から姿を消しているだろう」と信じていた、と証言した。スィルヴィアが死んだあと、ホッブスは、テレビ番組『The Lloyd Thaxton Show』の後半を観るため、自宅に戻った、と証言した。
弁護側の証人の一人として、ガートルードの11歳の娘・メアリーが証言台に立った。メアリーは泣き崩れ、ホッブスが熱した縫い針を使ってスィルヴィアの腹部に焼き印を刻んだ事実を認めた。メアリーは、苦痛に悶えるスィルヴィアに対し、ガートルードが無関心を決め込んでいた趣旨を証言した。あるとき、ガートルードは、アンナ・スィスコーがスィルヴィアを虐待するのを椅子に座った状態で見物しながら、かぎ針編みの作業をしていた趣旨を証言した。メアリーはまた、五人の被告全員が、地下室に監禁されていたスィルヴィアに幾度となく苦痛を与え、その中でも母・ガートルードと姉（ポーラ）がスィルヴィアを虐待する姿を何度も目撃した趣旨を附言した。メアリーによる証言で、スィルヴィアに対する虐待に最も熱心に参加していたのは、ガートルードと長女・ポーラの二人であった趣旨がはっきりと説明された。
検察側の証人の一人、グレイス・サージェント(Grace Sargent)が証言台に立った。ある日、グレイスは教会バスに乗った際にポーラの近くに座り、1965年8月1日にポーラがスィルヴィアの顔を強く殴った際に、自分の手首を折ったという話を自慢げに語っていた、と証言した。 グレイスは、ポーラが「私はあの女を殺すつもりだったのよ」と言い放ち、この自慢話を終えた、と証言した。
5月16日に行われた証言では、裁判所が任命した医師、ドワイト・シュースター(Dwight Schuster)が検察側の証人として証言台に立った。シュースターは、リローイ・ニューがガートルードに対して実施した面談および人物評価の内容について質問を受けた。シュースターによれば、ガートルードの言葉には遁辞・逃げ口上が目立ち、協力する姿勢を見せようともしなかった、と証言した。シュースターは、ガートルードは精神異常ではなく、自分の行動を充分に制御できるし、虐待を開始した時点においても、今日に至るまでに正気を保っている、と証言した。ドワイト・シュースターは、ガートルードの弁護人であるウィリアム・C・アーベッカーが行った二時間以上に亘る厳しい反対尋問(Cross Examination)を受けたが、「ガートルードは精神異常者ではないし、精神異常に陥ったことも無い」と確固不抜に主張した。

## 最終弁論

### 検察側
次席検事のマジョリー・ウェスナーは、検察側を代表する形で、陪審員の前で最終弁論(The Closing Argument)を発表した。リチャード・ホッブスを除く被告人らがいずれも無表情のままでいるなか、ウェスナーは、スィルヴィアが死ぬまで耐え続けた虐待について、スィルヴィアは被告人を煽ったことも無ければ、適切な医療行為を受けたことも無い点を強調した（スィルヴィアは、顔や身体にできた火傷に、マーガリンを擦り付けられた）。ウェスナーは、スィルヴィアの受けた虐待の具体的な内容や、誰もスィルヴィアを助けようとせず、虐待の抑制もできなかった点について言及したうえで、スィルヴィアに対する被告人らによる虐待行為について、「ナチスの強制収容所に収容された囚人たちに対する扱いに匹敵するほどに過酷なものだ」と表現した。
ウェスナーはまた、1965年10月24日にガートルードがスィルヴィアに書くよう強要した手紙を手に持って陪審員の注意を向けさせながら、「被告人らは、スィルヴィアの殺害を完了するまで、この手紙を保持するつもりであったのです」と述べた。そして、1965年7月以前に撮影されたスィルヴィアの顔写真を高く掲げつつ、ウェスナーはこう附言した。
「彼女が今日この場にいて、この写真のような、希望と期待に満ちた表情を見せていたのなら、どんなに良いことでしょうか」

### 弁護側
ウィリアム・C・アーベッカーは、陪審員の前で最終弁論を発表した最初の弁護人であった。5月18日、アーベッカーは、自身の依頼人であるガートルード・バニシェフスキーについて、「正気ではなく、自分の犯した行為の重大性や犯罪性を認識できていない」とし、以下のように述べた。
「私は、殺人犯である被告人を糾弾致します。これは私の仕事でもあります。しかし、この被告人に責任を負わせるわけにはいきません。この人物は、正気を失っているのです！」
この発言のあと、アーベッカーは、ガートルードの精神状態に言及する意味を込めて、自身の頭を指差し、連続で軽く叩いたのち、以下のように主張した。
「この女性が正気を保っているのであれば、電気椅子に座らせるべきです。この女性は、普通の人間ならば、犬に対してもしないであろう、目に余る所業を犯しました。…頭がどうかしているに違いありません。でなければ、斯様な蛮行に及べるはずが無いのです。精神異常者を電気椅子送りにした場合、誰であれ、終生、良心の呵責に責め苛まれることになるでしょう」
アーベッカーは、スィルヴィアの検視写真を高く掲げ、陪審員に向かって「御覧下さい、こちらの証拠品を！御覧下さい、この少女の唇を！」と諭示し、以下のように主張した。
「これが正気を保っている人間のなせる行為でしょうか？それとも、現実との接点を喪失した精神状態にある人間の行為なのでしょうか？この被告人が『正気だ』と断言できる人がいるのでしょうか？」、「人はどこまで残虐になれるものなのでしょうか？この被告人は、完全に心神喪失状態にあるのです！」
その後、アーベッカーは、ガートルードが正気を保っているのかどうか、疑いの目を向けた精神分析医の証言を引き合いに出したのち、自身の最終弁論を締め括った。
コイ・ハバードとジョン・バニシェフスキーの弁護人、フォレスト・ボウマン・ジュニアは、批判的な態度で自身の最終弁論を公然と展開し、年少者に死刑を求刑する検察の姿勢を批判し、「16歳や13歳の年少者を死刑にしてはならない理由について陪審員に説明するため、一時間頂きたい」と述べた。ボウマンは、スィルヴィアに対して行われた虐待行為について列挙するのを避ける代わりに、自身の依頼人の年齢に重点を置いた。ボウマンは、両被告人が犯したのは暴行殴打のみである、としたうえで、両名に対し、無罪の評決を下すよう要求した。
ポーラの弁護人、ジョージ・ライスの最終弁論は、ポーラが他の被告人たちと一緒の場で裁判にかけられたことへの批判から始まった。スィルヴィアに対する虐待に最も熱心に参加していたのはポーラと母・ガートルードである、とする複数の証言には触れず、自身の依頼人に対して提示された証拠は、殺人罪には当たらない、と主張した。ライスは、「『公開法廷の場で裁かれるという、屈辱的な経験を味わわされた』少女に無罪の評決を下して欲しい」と陪審員に嘆願し、自身の最終弁論を終えた。
リチャード・ホッブスの弁護人、ジェイムス・G・ネダーは、スィルヴィアの死について言及しつつ、次のように述べた。
「この少女には、生き続ける権利がありました。私の中では、これほどまでに人道に悖る虐待を受けた少女の存在は、他にはありません」
その後、自身の弁護に向けて証言する意欲を示したホッブスの胆力と、リローイ・ニューがホッブスに対して行った「冷酷で執拗な反対尋問」について言及した。ネダーはホッブスを、ガートルードに対して従属的な人物として描写しようと試みた。ガートルードの命令でスィルヴィアの腹部に侮辱的な文字の焼き印を彫るようなことさえしなければ、ホッブスは、ガートルードとは逆に、国側の証人になれた可能性が充分にある点を示唆した。
ネダーは、姉が死亡するまで虐待の事実を当局に通報しなかったジェニー・ライケンスの行動全般について指摘し、「公園まで脚を3.5マイル（約5.7km）も引きずって歩ける一方で、助けを乞うためにニューヨーク通りに数歩歩み出ることはできない妹なのです！」と述べた。
ネダーは、ホッブスについて「『未熟さと、判断力の重大な欠如により、有罪』ではあるが、殺人罪には当たらない」として、無罪の評決を下すよう要求し、最終弁論を終えた。

### 反証
弁護団の最終弁論に対し、リローイ・ニューは、「スィルヴィア・ライケンスの、無惨に噛み千切られた唇が頭に焼き付いて離れません」との言葉で切り出し、反証を開始した。リローイ・ニューは、スィルヴィアが耐え続けてきた虐待の一覧を列挙し、検察による「年少者への反対尋問」に関する最終弁論についてフォレスト・ボウマンから受けた批判に直接触れ、以下のように述べた。
「検察の任務は、最大限の力を発揮して証拠を提出することにあります。さて、ここで責任の所在について、いくつか見ていきましょう。被告人らは、いずれもスィルヴィア・ライケンスを放置したことに対して責任を負っています。我々検察官には、この犯罪について説明可能な全ての証拠を見付け出す責任があります」
依頼人が取った行動の理由・動機、他の人物に責任転嫁しようとする被告人の姿勢、スィルヴィアを助けようとする者や当局に通報する者が誰もいなかった点に関して、弁護団が発表した同情を買うような最終弁論に言及したリローイ・ニューは、「聞こえてくるのは泣き言の訴えばかりであり、責任の所在を曖昧にしている」と批判した。虐待がますます悪化する状況下にあっても、スィルヴィアがガートルードの屋敷から逃げ出さなかった理由について、「スィルヴィアは人を信じていたのでしょう…自分に対する虐待行為が長く続くことになるとは思いもしなかったのだと思われます」と推測した。
リローイ・ニューは、被告人らが協心してスィルヴィアを虐待した点に重点を置き、「スィルヴィアの頭部に『致命的な一撃』を加えたのは誰なのか」について、弁護団による主張を棄却するよう陪審員に求め、次のように述べた。
「少女の身体にできた全ての傷は、彼女の死につながる証拠となりました。硬膜下血腫が、とどめの一撃となったのです。これは、インディアナ州で起こった事件の中で、最もおぞましいものです。これより酷いものは無いことを願いたい」
リローイ・ニューは、被告人が何らかの精神疾患に苦しんでいることを示す証拠は「一片たりとも提出されていない」とし、陪審員に対して次のように述べたうえで、改めて、被告人全員に対して死刑を求刑した。
「問題の核心となるのは、『電気椅子送りになるか、精神病院送りになるか』ではなく、法と秩序に関する事柄です。法廷と陪審員の前に提示された、この上なく極悪非道な事件から目を背けて良いのでしょうか？この事件において、死刑以外の評決が出された場合、被告人一人一人の命の価値は、その分だけ下がってしまうでしょう。この少女の血潮は、被告人らの魂に、永劫に刻み込まれることでしょう」

## 有罪判決

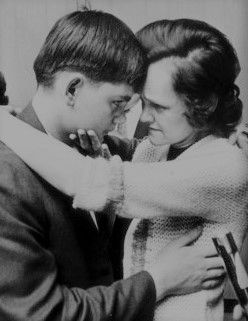
長男のジョンと抱き合うガートルード（1966年5月）

五人の被告人に対する裁判は、陪審員による評決が下されるまで17日間続いた。1966年5月19日、八時間に亘る審議を経て、男性八人、女性四人で構成される陪審員たちは、ガートルード・バニシェフスキーに対し、第一級殺人(The First Degree Murder)で「有罪」と認定し、「終身刑」との評決を下した。長女のポーラ・バニシェフスキーは、第二級殺人(The Second Degree Murder)で「有罪」と認定され、リチャード・ホッブスとコイ・ハバードの両名は、過失致死を理由に「有罪」と認定された。ソウル・アイザック・ラブ判事が判決を言い渡したとき、ガートルードとその子供たちは突然泣き崩れ、お互いに元気付けようとした。ガートルードは、啜り泣きながらジョンと抱き合った。一方、ホッブスとハバードの二人は平然としていた。
5月24日、ガートルードと長女のポーラは、正式に終身刑を宣告された。同日、リチャード・ホッブス、コイ・ハバード、ジョン・バニシェフスキーは、矯正施設への収容を宣告された。

### 再審
1970年9月、インディアナ州最高裁判所(The Indiana Supreme Court)は、ガートルードとポーラに対する有罪判決を破棄した。弁護団は、「裁判の開催場所を変更して欲しい」「被告人への裁判は個別に開催して欲しい」との申し立てを申請していたが、判事のソウル・アイザック・ラブはそれらを許可しなかった。インディアナ州最高裁判所が下したこの裁定では、スィルヴィア・ライケンスへの虐待事件を巡り、報道機関が大々的に宣伝し、初公判の時点で被告人に不利となる状況が醸成され、被告人が公正な裁判を受けられなくなっていた可能性がある、との声明が出された。1971年、ガートルードとポーラは再審を受けることになった。このとき、ポーラは再審を受ける代わりに、「故殺罪」(Voluntary Manslaughter)を受け入れるほうを選んだ。1971年8月、ポーラはスィルヴィア・ライケンスに対する虐待死を理由に、二年以上の収監を宣告された。ポーラは1971年に刑務所からの脱走を試みるも、失敗に終わっている。1972年12月6日、ポーラは釈放された。一方のガートルードは、この再審においても「第一級殺人」で有罪となり、1971年8月5日、終身刑を宣告された。
リチャード・ホッブス、コイ・ハバード、ジョン・バニシェフスキーの三名は、1968年、「態度良好」を理由に仮出所した。

## ガートルードの仮釈放
囚人となったガートルードは、インディアナ州女子刑務所(The Indiana Women's Prison)にて模範囚として服役し、刑務所内の裁縫作業場で働いていた。刑務所内でのガートルードは、若い女の受刑者からは「Den Mother」（「女親分」）、一部の受刑者からは「ママ」の愛称で呼ばれた。1985年12月の仮釈放のときまでに、ガートルードは自身の名前を生誕名である「ナディーヌ・ファン・フォッサン(Nadine Van Fossan)に変更し、自らを「敬虔なキリスト教徒」と表現した。
「近い将来、ガートルード・バニシェフスキーの仮釈放審問会が実施される」と報道されると、インディアナ州全体に騒動が巻き起こった。ジェニー・ライケンスを始め、スィルヴィアの遺族はガートルードの釈放に強く抗議した。ある二つの防犯団体の会員たちもガートルードの仮釈放に反対の意を表明し、ライケンス一家を公式に支援するため、インディアナ州を訪問した。彼らは歩道に立ち、組織的な運動を展開し、インディアナの市民から二か月間で四万を超える署名を集めた。その中には、まだ若いゆえに事件のことをよく知らなかったが、詳細を聞いて憤慨した市民による署名も含まれていた。この署名の内容は、「ガートルード・バニシェフスキーを、本人が死ぬまで刑務所に閉じ込めておくよう要求する」というものであった。
1985年9月10日に非公開の審問会が実施され、ガートルードの仮釈放を認めるか否かの投票が実施された。投票の結果は「3対2」となり、賛成票が上回り、ガートルードの仮釈放が一旦認められたが、判事の一人が「仮釈放委員会はインディアナ州の機会均等法に違反している」と判断し、審理をやり直すよう命じた。
ガートルード・バニシェフスキーに対する仮釈放審問会が始まると、ガートルードは「ライケンス一家に許しを請いたい」「スィルヴィアの命を戻したいけれど、それは不可能だ」と述べた。ガートルードは、審問会の委員たちに向かってて、以下のように発言した。
「スィルヴィアの死に対して、私がどんな役割を果たしたのかについては、自分でも分かりません。当時、色んな薬を服用していましたから…私はスィルヴィアのことを何一つ理解しておりませんでした。ただ、スィルヴィアの身に起こった事柄については、私が全責任を負います」
かつて、ガートルードは法廷の場で「スィルヴィアが死んだ日、私は複数の薬を服用していて、何がどうなっていたのか、よく分からなかった」と証言したことがある。ガートルードが服用していた薬には、鎮静作用を持つ「フェノバルビタール」(Phenobarbital)が含まれていた。
投票の結果は「3対2」となり、賛成票が上回った。9月10日に実施された審問会での投票と同様の結果であった。
1985年12月4日、ガートルード・バニシェフスキーは正式に仮釈放を迎えた。
マリオン郡の上級裁判所の判事、マイケル・ダーギャン(Michael Dugan)は、ガートルードの医療記録と精神科医療記録の公開を命じた。公開された文書の一部には、ガートルードについて「『健康で、腰のすわった、快活な』人物であり、『過去について償い、この世界を少しでもより良いものにするために努力したい』と望んでいる」と記述されている。
釈放されたガートルードは、アイオワ州に移住した。ガートルードはスィルヴィアに対する虐待について、処方された喘息の治療薬のせいにした。
1990年6月16日、ガートルード・バニシェフスキーは、肺癌で死んだ。61歳であった。晩年の彼女は、あまり目立たないよう暮らしていた。

## その後

ガートルード・バニシェフスキー（1986年）

ガートルード・バニシェフスキーの訃報と、「法廷でのガートルードは正気を保っていたのか？」と提起された問題について、『インディアナポリス・スター』の記者で、事件の裁判も取材したジョン・ディーン(John Dean)は、2015年に以下のように語った。
「私には、彼女（ガートルード）は気が狂っているようには見えませんでした。彼女は長きに亘って辛い思いを味わってきた、屈折した女性に思えます」
ディーンはまた、「多くの人々が、この事件について、小説『蠅の王』(『Lord of the Flies』, ウィリアム・ゴールディング〈William Golding〉が1954年に発表した)になぞらえています。しかし、あれは制御不能状態に陥った子供たちの物語に過ぎません。この虐待事件においては、監督する大人の存在がありました。虐待に加わった子供たちは、暴走したわけではなく、言われたとおりに行動していただけなのです」と語った。
ディーンは1973年に司法試験に合格し、1974年に自身の名前を「ナティー・バンポ」(Natty Bumppo)に変えた。彼はケンタッキー州にて、弁護士として働いた。彼の著書『The Indiana Torture Slaying』（『インディアナ拷問殺人』）は、125,000部の売り上げを記録した。スィルヴィア・ライケンスを虐待し、最終的に死に至らしめたガートルードの動機について、弁護士のフォレスト・ボウマンは
「ガートルードにはスィルヴィアを殺すつもりは無かったと思われますから、殺人罪には当たらないでしょう。スィルヴィアが死んでいることに気付いたとき、ガートルードは呆然自失になっていたと思われます…だからといって、自身の犯したおぞましい行為の免罪符になるわけでは決してありません」「彼女の半生は悲惨なものでした。結局のところ、それが、年若いスィルヴィアに対する嫉妬に繋がったのだと思われます」と語っている。
1972年に仮釈放された長女のポーラは、身元を変え、「ポーラ・ペイス」(Paula Pace)と名乗り、アイオワ州コンラッド(Conrad, Iowa)にある特別支援学校にて、1998年から生活指導員の助手として働いていた。2012年、『Facebook』にて、ポーラの身元に関する情報が流出していた。警察に、匿名の情報提供者から「この人物の素性について調査すべきだ」との通報があった。通報を受けた警察は学校に連絡し、双方でポーラの身辺調査を開始した。「ポーラ・ペイス」の生年月日は「ポーラ・バニシェフスキー」のそれと一致したうえ、1965年の逮捕時に撮影されたときの彼女の顔写真に酷似していた。校長はポーラを召喚し、事情を確認したところ、ポーラは認め、停職処分となった。学校側は教育委員会の臨時会議を招集し、満場一致でポーラの解雇を決定した。ポーラの解雇について、学校は「応募書類に虚偽の情報を書いて提出したため、雇用契約を打ち切った」という。裁判の開始を待っている間の1966年に出産した娘・ガートルードは、のちに養子縁組に出された。
ガートルードの次女・ステファニーに対する起訴は、ステファニーが共犯証言者（Turn State's Evidence, 被告人が、検察官に重要な情報を提供するのと引き換えに、罪状が軽減されたり、不起訴処分となること）となったことにより、最終的に取り下げられた。1966年5月26日、検察は大陪審に対し、ステファニーに対する起訴状を再提出したが、ステファニーは起訴されることは無かった。ステファニーはのちに名前を変え、教師となった。法廷で証言台に立ったステファニーは、自分が共犯証言者となった動機について、「誰かの助けになれれば、と思ったのです」と証言した。これに対し、弁護人のウィリアム・C・アーベッカーはステファニーに対して「あなた自身も含めて、でしょうか？」と尋ねた。
マリオン郡の公共福祉局は、ガートルードの逮捕後、11歳のメアリー、10歳のシャーリー、8歳のジェイムスを、それぞれ個別の里親の元に預ける措置を取った。1960年代後半、彼らの父親が子供の親権を取り戻すと、三人の姓は、法律に従って「Blake」に変更された。メアリーは名前をのちに「メアリー・S・ブレイク・シェルトン」(Marie S. Blake Shelton)に変更した。メアリーは2017年6月8日に亡くなった。62歳であった。
一歳のデニス・リー・ライトは、養子縁組に出された。デニスを引き取った養母は、デニス・リー・ホワイト(Denny Lee White)と名付けた。2012年2月5日、デニスはカリフォルニア州にて亡くなった。47歳であった。
リチャード・ホッブス、コイ・ハバード、ジョン・バニシェフスキーの三名は、インディアナ矯正施設で服役したのち、1968年2月27日に仮出所が認められた。1972年1月2日、リチャード・ホッブスは肺癌で死んだ。21歳であった。矯正施設から出所してから死亡するまでに、神経衰弱を発症していたという。コイ・ハバードは、出所後、インディアナ州に留まり、名前を変えることは無かった。ハバードは成人後もさまざまな犯罪で収監され、1977年には二人の男性を殺害した容疑で起訴された。しかし、ハバードの裁判にて、知人が証言台に立ち、殺人が行われた時刻には、ハバードは自分の会社にいた、と証言し、ハバードは無罪となった。2007年6月23日、ハバードはインディアナ州シェルビーヴィル(Shelbyville, Indiana)にて死んだ。56歳であった。
ジョン・スティーヴン・バニシェフスキーは、名前を「ジョン・ブレイク」(John Blake)に変え、目立たないよう暮らしていた。ジョンは平信徒となり、離婚した親たちの子供に助言する相談会を主宰していた。ジョンは、公の場で「自分たちがなぜあのような虐待行為に及んだのか、充分な説明はまだできない」と述べた。両親の離婚や、自分や姉弟たちに充分な衣食住が与えられなかったことに対して、怒りを抱いていたという。ジョンはのちに、自分自身を含めて、あの裁判にかけられた者たちは、より厳しい刑罰を宣告されるべきであった、との声明を発表した。ジョンによれば、「神の啓示を受けたのち、自分の行いは間違いであったことに気付いた」という。彼は結婚し、三人の子供を儲けたが、糖尿病を患い、視界はぼやけ、移動の際には杖や歩行器が必要な状態であるという。また、法廷の場にいたことについて、「ある種の喜びを感じていた。私が本当に欲しかったのは愛情だったのだが、代わりに世間からの注目を浴びてしまった」と語っている。のちにジョンは、母・ガートルードについて、「相手の気持ちを考えられない、自己中心的な人だった」と述懐している。2005年5月19日、ジョン・バニシェフスキーは癌で死亡した。52歳であった。
スィルヴィア・ライケンスへの虐待に参加し、傷害罪で起訴された近所の子供たち（アンナ・ルース・スィスコー、ジュディ・ダーリーン・デューク、マイケル・ジョン・モンロー、ダーリーン・マクガイア、ランディ・ゴードン・レッパー）は、のちに起訴を取り下げられた。アンナ・スィスコーは1996年10月23日に死んだ。ランディ・レッパーはスィルヴィアを40回殴り、その際には薄ら笑いを浮かべていたという。レッパーは2010年11月4日に死んだ。56歳であった。
スィルヴィアの妹・ジェニーは、インディアナ州出身の男性と結婚し、二人の子供を儲けた。目の前で姉が虐待に耐えている姿を見せ付けられていたジェニーは、そのことが生涯に亘って心の傷となっており、不安神経症の薬を服用していたという。
1990年6月、ガートルード・バニシェフスキーの訃報が新聞記事に掲載されると、ジェニーはその訃報欄を切り取り、以下の文章をしたためた覚書を添付し、母・エリザベスに郵送した。
「Some good news. Damn old Gertrude died. Ha ha ha! I am happy about that.」（「吉報よ。あの忌々しいガートルードのババアが死んだとさ。アッハッハッハッハッハ！実に喜ばしいわ！」）
ジェニーはガートルードの訃報について、「ガートルードは穏やかな最期を迎えた」「あの女を電気椅子に掛けて欲しかった」と語った。また、母・エリザベスについて、「どうか母を責めないで欲しい。私は母を責めたことはありません。母の唯一の間違いは、ガートルードを信頼したことだけです」と語っている。2004年6月23日、ジェニー・ライケンスはインディアナ州ビーチ・グローヴ(Beech Grove, Indiana)にて、心臓発作を起こして亡くなった。54歳であった。
スィルヴィアの父・レスターは、ガートルードの裁判で証言台に立った際、「（ガートルードは）スィルヴィアとジェニーについて、自分の子供のように世話する、と言いました」と証言した。レスターがガートルードの屋敷内で立ち入った場所は、居間と台所のみであった。『Indianapolis Monthly』のサム・ストール(Sam Stall)は、「レスターが犯した唯一の『罪』と呼べるものは、娘たちをガートルードに預けるにあたって、ガートルードの屋敷を吟味する作業を怠ったことだ」と書いた。2013年2月22日、レスターはカリフォルニア州にて亡くなった。86歳であった。母・エリザベスは1967年にレスターと離婚し、のちに別の人物と再婚した。1998年5月29日、エリザベスは亡くなった。71歳であった。
スィルヴィアへの虐待が行われたガートルードの屋敷は空き家となり、建物は荒廃しつつあった。この建物について、路上生活を送る女性のための救護施設に変えようという計画案が持ち上がったが、それに向けての資金が調達されることは無かった。また、違法薬物の摂取や売春を目的にこの空き家を利用する者が後を絶たなかった。2009年4月23日、建物は取り壊され、教会の駐車場となった。
インディアナポリス警察署の元・警部補、トム・ロジャース(Tom Rodgers)は、建物の取り壊しの立案者の一人であった。スィルヴィアと面識があったロジャースは、スィルヴィアの印象について、以下のように語った。「とても快活で、冗談好きで、聡明な女の子だった。生きていれば、社会に大いに貢献したことだろう」

## 慰霊碑
2001年6月、インディアナポリスにあるウィラード公園(Willard Park)にて、花崗岩で造られたスィルヴィア・ライケンスの慰霊碑が完成し、除幕式が行われた。この式典には、スィルヴィアの遺族を含めて数百人が参列した。式典に出席したフレッド・ローレンス(Fred Lawrence)は、スィルヴィアが通っていた学校の同級生の一人であり、1965年10月26日にスィルヴィアの遺体が運び出される際に、ガートルードの屋敷の前を偶然通りかかったのだという。ローレンスは、「彼女の存在を忘れたことはありません」と語った。この慰霊碑の正面には以下の碑文が刻まれており、俳優で映画監督のアイヴァン・ロジャース(Ivan Rogers)が寄せた詩である。
「I see a light; hope. I feel a breeze; strength. I hear a song; relief. Let them through, for they are the welcome ones.」（「光が見える、希望。そよ風を感じる、力強さ。歌が聞こえる、安堵。道を空けてあげなさい。彼らは歓迎されているのだから」）
また、裏面には以下の碑文が刻まれている。
「This memorial is in memory of a young child who died a tragic death. As a result, laws changed and awareness increased. This is a commitment to our children, that the Indianapolis Police Department is working to make this a safe city for our children.」（「この慰霊碑は、無惨な最期を遂げた少女への追悼を込めて造られました。この少女の死によって、法律が変わり、人々の認識も変わりました。これは、子供たちが安全に暮らせる都市にするようインディアナ警察署が取り組んでいる、子供たちに対する責任なのです」）
インディアナ州では、「虐待報告義務法」(Mandated Reporter Law)が制定された。この法律により、子供が虐待を受けていたり、養育放棄されている疑いがある場合、年齢や職業を問わず、全ての市民は当局にそれを通報する法的義務を負うようになった。2015年10月26日、インディアナ州レバノンにて、スィルヴィア・ライケンスの死から50年を迎える形で追悼式が開催され、多くの市民が参列した。スィルヴィアに思いを馳せ、児童虐待で命を落とした全ての子供たちに敬意を示すために行われた。式典に出席したスィルヴィアの姉・ダイアナは、「スィルヴィアの遺したものは記憶に留めておかねばなりません。スィルヴィアの無惨な死と、スィルヴィアが受けた虐待は、決して忘却されてはなりません」と述べた。

## スィルヴィア児童擁護本部
2010年、インディアナ州レバノンにて、「ブーン郡児童擁護本部」(The Boone County Child Advocacy Center)が設立された。この非営利団体は、2016年に「スィルヴィア児童擁護本部」(The Sylvia's Child Advocacy Center)に改称した。常任理事のキャスィー・フレイジャー(Kassie Frazier)は、「専門家、医師、弁護士は、児童虐待について知っている場合、それを通報すべきだ、との声明を多くの州が発表しています。スィルヴィアの虐待事件のあと、誰もがそうせねばならない、と判断しました。スィルヴィアの命懸けの絶叫が聞こえた一部の住民は、怖くて何もできなかったか、関わり合いになりたくなかったのです」「虐待が報告された子供たちからは、不可解で、陰鬱で、恐ろしい話を聞くことになります」「本部名を変えることにより、スィルヴィアの名前は、たとえ彼女の物語を知らなかったとしても、記憶に残るのです」「私たちにできる最も重要なことは、子供たちが傷付いていることを伝え、子供たちの話に耳を傾けることです」と語っている。

## 媒体

### 映画
- 『隣の家の少女』(The Girl Next Door) … 作家のジャック・ケッチャム(Jack Ketchum)がスィルヴィア・ライケンスの事件に触発され、1989年に発表した小説『The Girl Next Door』を映画化した。批評家のニール・ゲンツリンガー(Neil Genzlinger)は、「『隣の家の少女』のような、観ていて不快になってくる映画を作るつもりなら、そうすることで埋め合わせができる理由を明確にすべきである。この映画を監督したグレゴリー・M・ウィルソン(Gregory M. Wilson)は、そのような理由を持ち合わせていないか、あったとしても、どう伝えれば良いのかを分かっていない。すなわち、脳を漂白剤に浸けて、痕跡を記憶からすべて洗い流してしまいたい、と思わせるような映画を作ったのだ」と書いた[178]。
- 『アメリカン・クライム』(An American Crime) … 2007年1月19日、サンダンス映画祭にて初めて上映された。『隣の家の少女』とは異なり、実際の事件に忠実な描写が多い。監督を務めたトミー・オヘイヴァー(Tommy O'Haver)はインディアナポリスの出身でもある。オヘイヴァーは、高校生のころに『蠅の王』を読み、この小説とスィルヴィア・ライケンスの事件について類似性を見出したという。また、映画の脚本を執筆するにあたり、スィルヴィア・ライケンスの事件の裁判記録を全て耽読したという[179]。

### テレビ番組
- 『The Investigation Discovery』は、犯罪記録番組『Deadly Women』の一環として、スィルヴィア・ライケンスの事件を集中的に取り上げた。『Born Bad』の題名で、2009年10月29日に放映された[180]。